# Сант-Иво-алла-Сапьенца
Церковь Сант-И́во-алла-Сапье́нца (итал. Chiesa di Sant’Ivo alla Sapienza) — католический храм в Риме, шедевр римского барокко XVII века, яркое произведение выдающегося архитектора Франческо Борромини, одна из признанных вершин его мастерства. Церковь расположена на улице Корсо дель Ринашименто к востоку от Площади Навона, однако практически не видна с улицы. Она посвящена святому Иво Бретонскому, патрону ордена Иезуитов и покровителю юристов.
Церковь Сант-Иво-алла-Сапьенца была заложена ещё в начале XIV века в качестве капеллы римского университета Ла Сапиенца. В 1565 году папа Пий IV пригласил архитектора Пирро Лигорио, который разработал проект зданий университета по образцу античных философских школ. С 1579 года строительство вёл Джакомо делла Порта, ученик и последователь Микеланджело. Франческо Борромини приступил к сооружению церкви в 1642 году, при этом он должен был встроить её в уже существующий архитектурный комплекс университетского двора. Каменная кладка здания была завершена к 1650 году, годом окончания строительства принято считать 1662 год. В 1659—1660 годах в здании университета разместилась библиотека папы Александра VII, которая получила название «Александрина», а университет стали называть La Sapienza (Мудрость). Церковь вначале носила имя святого Евстафия. В 1660 году по предложению Борромини её освятили в честь святого Иво.
Церковь оставалась университетской до 1935 года, когда университет был перемещён; сейчас она служит, в основном, для привлечения туристов на оживлённом маршруте между площадью Навона и Пантеоном.
Здание церкви размещается в глубине двора, окруженного с трёх сторон двухъярусной лоджией с аркадой на пилонах (третий этаж с двумя башнями главного фасада, сохранилась только одна, был надстроен позднее). Вогнутый фасад церкви образует единую пространственную структуру с аркадой внутреннего двора университета. Композиция церкви строится на контрастном чередовании вогнутого фасада, как бы втягивающего зрителя, проходящего через двор, шестилепесткового барабана, имеющего сложную выпукло-вогнутую форму, высокой лантерны со сдвоенными колонками и спиралеобразного пандуса необычайного шатра, заменяющего традиционный купол. Вдоль пандуса шатра высятся высеченные из камня факелы с языками пламени — символ пламенеющего Духа. Лантерна несёт металлическую фигурную «корону», олицетворяющую папскую тиару. Эта ажурная конструкция, увенчанная золотистым шаром и крестом, парит в небе Рима, резко контрастируя с его множеством полусферических куполов. Подобный подход (контраста выпукло-вогнутых поверхностей) Борромини продемонстрировал также в церкви Сан-Карло алле Куатро Фонтане. На фасаде церкви Сант-Иво имеются рельефные изображение гербов всех римских Пап, при которых велось строительство: дракон Григория XIII из рода Бонкомпаньи, маска льва Сикста V из семьи Перетти, орел и дракон Павла V Боргезе, шесть гор со звездой Александра VII Киджи.
Размеры церкви невелики, в организации её внутреннего пространства Борромини отошёл от традиционных для архитектуры того времени базиликальных или центрических планов. Гениальный мастер итальянского барокко применил здесь иную осесимметричную схему, наложив друг на друга два равных правильных треугольника. В результате в плане церкви оказалась зашифрованной Звезда Давида, совмещённая с тремя полукружиями, что создает типичный готический трифолий (трилистник). Внутренний свод повторяет мотив трифолия, плавно перетекая через «лепестки» фигурного плафона в окружность лантерны. Шесть окон свода заливают белоснежный, оформленный тонкими стукковыми рельефами с позолотой зал церкви потоками света. Такая вычурная конструкция, с одной стороны, сложна для восприятия, но с другой, динамичная игра контрастирующих выпукло-вогнутых элементов создаёт эффектное пространство, наполненное переливами света и тени. При этом внутреннее пространство не выглядит разнородным, цельность придают ему огромные пилястры с каннелюрами, сообщающие всему интерьеру храма динамичность, направленность ввысь.
Сложная форма плана и плафона церкви отражают две основных сакральных идеи, приверженцем которых были архитектор и его заказчики. Звезда Давида напоминает историю храма Соломона в Иерусалиме, который, в том числе согласно идеологии ордена иезуитов, считался символическим прообразом всех христианских церквей Рима и Католического мира. Готический трифолий отражает идею преемственности стиля римского барокко, или «стиля иезуитов», непосредственно от средневековой готики, минуя, вопреки Панримской теории, стадию римского классицизма эпохи Возрождения. Последний считали досадным отклонением от сакрального содержания и форм истинно христианского искусства. По иной версии шестиугольная форма церкви является отсылкой к форме пчелиных сотов, поскольку пчела (символ божественной мудрости) — часть геральдики семьи Барберини, представителем которой был папа Урбан VIII.
Адрес церкви: Corso del Rinascimento 40.
Церковь открыта — летом: сб 10:00—13:00, вс 09:00—12:00; зимой: вс 09:00—12:00

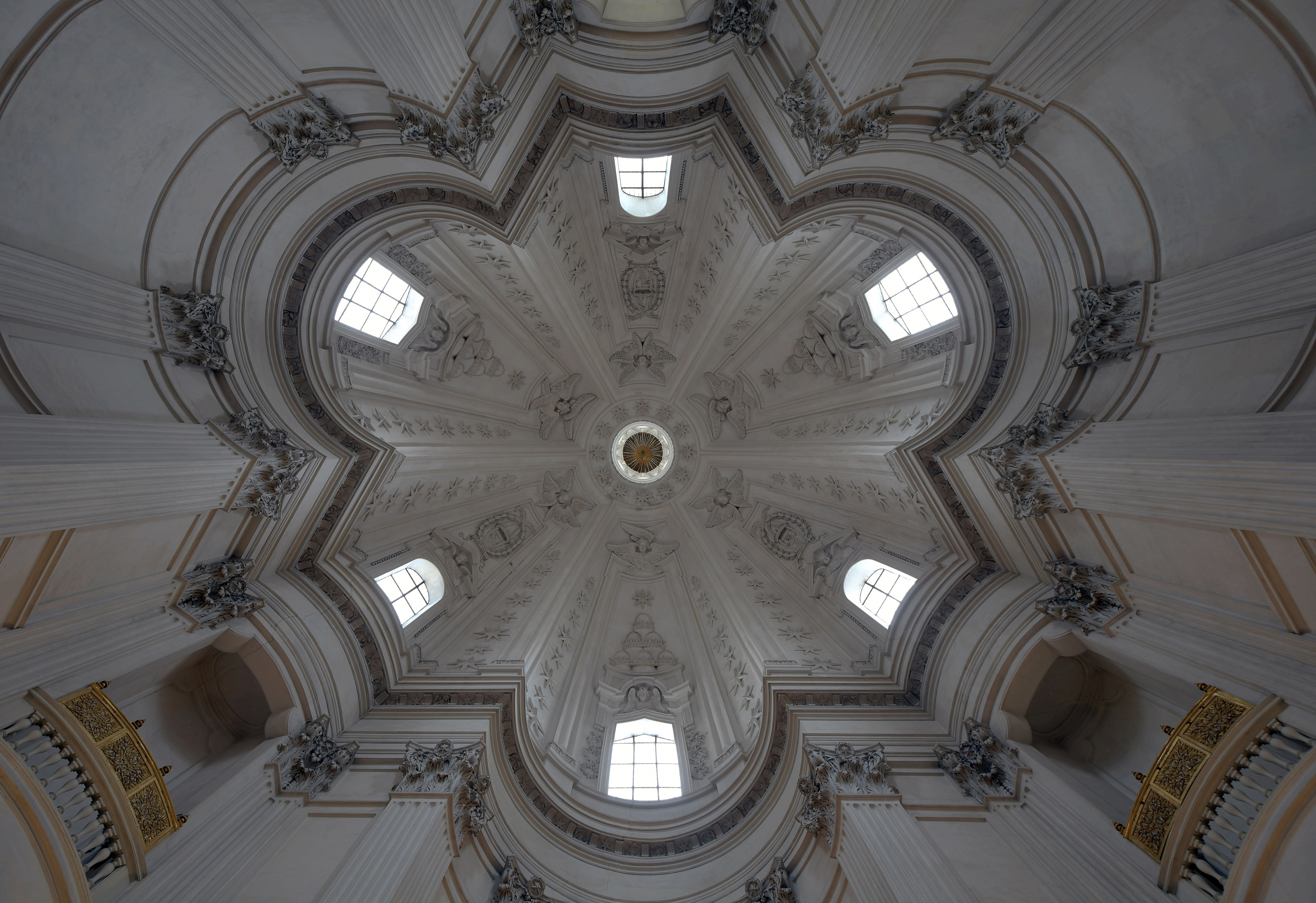
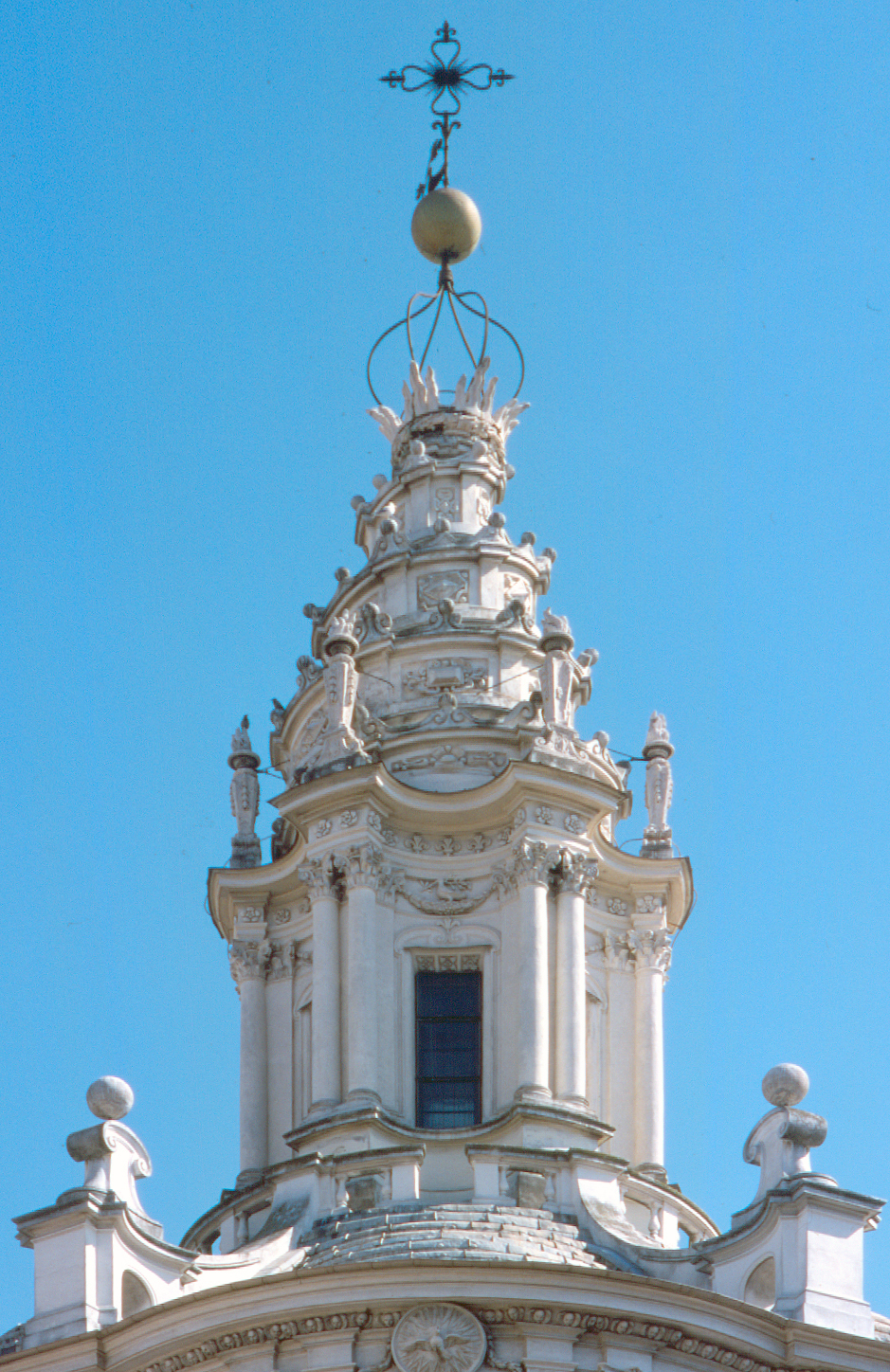